# Pré-Renaissance

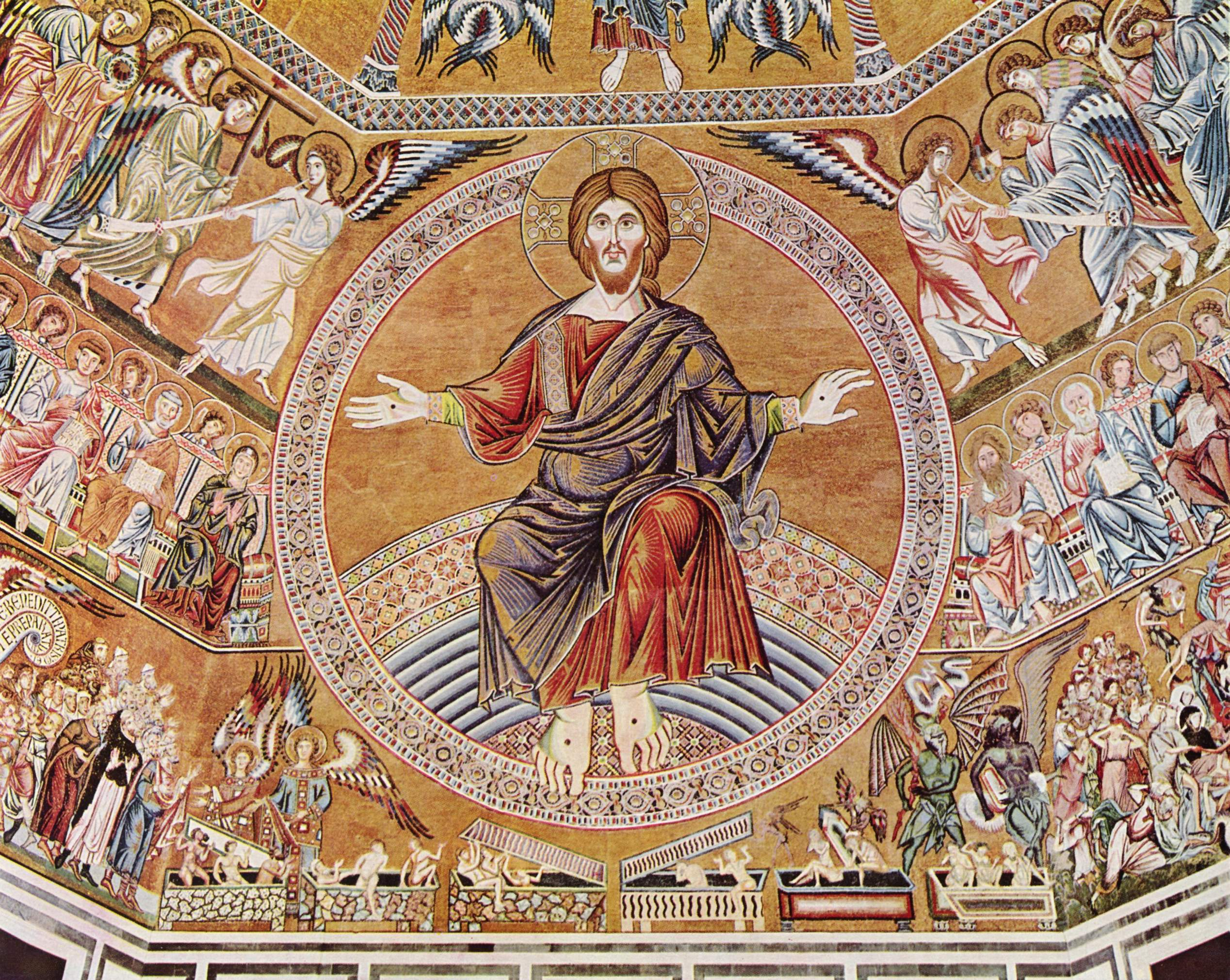
Mosaïque du Baptistère Saint-Jean de Florence, représentant le Christ du Jugement dernier, œuvre d'un maître florentin, vers 1300.

La pré-Renaissance italienne concerne les périodes historiques du XIIIe siècle, le Duecento et du XIVe siècle, le Trecento du point de vue de l'Histoire de l'art ; elle succède à l'art byzantin comme conséquence en Italie de l'art lors de l'intermède latin de Byzance. Les peintres de la pré-Renaissance italienne sont traditionnellement nommés primitifs italiens.
Selon l'historien de l'art Jacob Burckhardt (1818-1897)[source insuffisante], cette Renaissance avant l'heure commence dès le XIe siècle en Toscane et se diffuse le siècle suivant jusqu'en Provence et en Italie centrale.

## Caractérisation
Poursuivant la tradition de la peinture byzantine, aboutissement de la peinture gothique en Italie, la période se traduit par de nombreux triptyques et l'emploi de feuilles d'or censées représenter le Divin. Les figures représentées ne bénéficient pas encore de la perspective, aussi les peintres éprouvent des difficultés pour donner de la profondeur dans les grandes scènes.
L'art s'y rapporte encore au Moyen Âge, ce qui implique que les uniques thèmes de représentation sont issus de la mythographie évangélique ; le siècle suivant a apporté une rupture avec le courant artistique de la Première Renaissance.
Les artistes de la ville de Pise y peignent des triptyques religieux, mais leur école ne se poursuivra pas aux siècles suivants, compte tenu de la prise de pouvoir de Florence.
Les fresques murales des monastères de Toscane sont décorées de petits personnages sur fond bleu figurant des anges, uniquement représentées par des têtes blondes poupines et des ailes : ce sont les angelots.

### Les innovations qui se profilent
Malgré tout certains peintres ébauchent les prémices de la pleine Renaissance en introduisant plusieurs principes innovants dus aux intentions des ordres religieux franciscains et dominicains de se mêler à la population et d'user de la peinture pour lui parler et transmettre le message évangélique :
- l'humanisation des personnages sacrés : Jésus et ses bourreaux occupent la même taille dans le tableau, les personnages saints ont les pieds qui reposent sur le sol…
- l'apparition des paysages terrestres comme cadre du déroulement de leurs actions, et des paysages familiers, des activités humaines : Sienne en décor de Jérusalem, les collines, les rivières, les travaux quotidiens, des champs, des artisans, les sujets profanes se montrent, etc.
- le développement d'une représentation picturale de la complexité architecturale (même accompagnée d'une perspective empirique) : Les intérieurs autant que les extérieurs sont réalistes et cohérents, etc.

Ces peintres sont appelés aujourd'hui Primitifs italiens et on compte parmi eux Cimabue, Giotto, Duccio, les frères Lorenzetti et Simone Martini.